# Zabiele (powiat lubartowski)
Zabiele – wieś w Polsce położona w województwie lubelskim, w powiecie lubartowskim, w gminie Niedźwiada.
Prywatna wieś szlachecka, położona w województwie lubelskim, w 1739 roku należała do klucza Lubartów Lubomirskich. W latach 1975–1998 miejscowość należała administracyjnie do województwa lubelskiego.
Administracyjnie na terenie wsi utworzono dwa sołectwa Zabiele i Zabiele-Kolonia. Według Narodowego Spisu Powszechnego z roku 2023 wieś liczyła 400 mieszkańców.
Wierni Kościoła rzymskokatolickiego należą do parafii Najświętszej Maryi Panny Królowej Aniołów w Brzeźnicy Bychawskiej.